# Jogos Bolivarianos de 2017

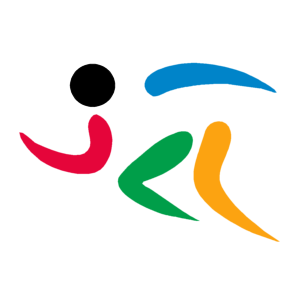
Jogos Bolivarianos

Os XVIII Jogos Bolivarianos, oficialmente chamados de XVIII Jogos Bolivarianos Santa Marta 2017, foram realizados em Santa Marta, Colômbia,  entre 11 e 25 de novembro de 2017. Durante essa edição, atletas de 11 países competiram em 34 modalidades esportivas.
Os Jogos foram organizados pela Organização Desportiva Bolivariana (ODEBO), dependente da ODEPA, do Governo da Colômbia, da Prefeitura de Santa Marta, do Comitê Olímpico Colombiano e da Coldeportes, com um investimento de aproximadamente 110 bilhões de pesos.
A cidade foi escolhida por decisão unânime da Odebo na Assembleia Geral Ordinária realizada em 15 de novembro de 2013 em Trujillo, Peru. Posteriormente, as cidades de Santiago de Cali, Bogotá e Ciénaga foram escolhidas como sub-sedes para o desenvolvimento de algumas disciplinas. Barranquilla também foi proposta como uma sub-sede, mas acabou sendo descartada.

## Cidades candidatas
Apenas duas cidades se candidataram: Ciudad Bolivar, Venezuela e Santa Marta, Colômbia. A eleição foi realizada em 15 de novembro de 2013 no Peru, durante a Assembléia Geral da Organización Deportiva Bolivariana.

### Santa Marta
O Comitê Olímpico Colombiano trabalhou inicialmente em um processo interno de licitação para nomear uma única cidade capaz de sediar os Jogos Bolivarianos. Várias cidades concorrentes, como Cúcuta, Tunja e Pereira, ficaram pelo caminho, e a vencedora foi a cidade de Santa Marta, que foi escolhida para competir pela Colômbia com a cidade venezuelana para sediar os Jogos de 2017. Seus esforços foram intensificados para garantir o local devido à tentativa fracassada de organizar os Jogos Olímpicos da Juventude de 2018 em Medellin.

### Ciudad Bolivar
Em março, o presidente do Comitê Olímpico Venezuelano declarou que a Venezuela tinha grandes intenções de sediar vários eventos no próximo ciclo olímpico, incluindo os Jogos Pan-Americanos de 2019 e os Jogos Bolivarianos de 2017 na mesma cidade, de modo que, com esses dois eventos, a cidade tem um bom histórico de organização e pode pensar em transformar a cidade no principal centro esportivo do país para atletas nacionais e visitantes internacionais. Dessa forma, o país propõe os primeiros jogos ecológicos da história, em uma região com uma natureza única no mundo, com a capacidade de organizar esses jogos, dando-lhe um ar ecológico e natural.

## Cerimônia de abertura
A cerimônia de abertura foi realizada em 11 de novembro de 2017 no Estádio de Futebol Unidad Bolivariana Bureche. O evento contou com a presença do prefeito da cidade de Santa Marta, Rafael Martínez, do presidente cessante da Odebo, Danilo Carrera, e da diretora da Coldeportes, Clara Luz Roldán González. A cerimônia de duas horas foi encerrada pelo artista local Carlos Vives, que apresentou um de seus clássicos, “La Tierra del Olvido”, e “Pescaíto”, uma música de seu novo álbum que homenageia o bairro do ex-jogador de futebol Carlos “El Pibe” Valderrama. Vives deu as boas-vindas aos atletas dos países bolivarianos e aos convidados da “Pérola da América”.

## Modalidades
Foram disputadas 34 modalidades em 50 disciplinas nesta edição dos Jogos:
| - Atletismo - Badminton - Basquetebol - Beisebol - Boliche - Boxe - Canoagem - Caratê - Ciclismo - Esgrima - Esqui aquático | - Futebol - Futebol de salão - Ginástica artística - Ginástica rítmica - Golfe - Handebol - Hipismo - Judô - Levantamento de peso - Lutas - Nado sincronizado | - Natação - Natação de águas abertas - Patinação sobre rodas - Pelota basca - Polo aquático - Raquetebol - Remo - Rugby sevens - Saltos ornamentais - Softbol - Squash | - Taekwondo - Tênis - Tênis de mesa - Tiro esportivo - Tiro com arco - Triatlo - Vela - Voleibol - Voleibol de praia |

## Países participantes
Onze países das Américas participaram dos Jogos Bolivarianos, os 7 membros da ODEBO e quatro países convidados:
| - Membros da ODEBO - Bolívia - Chile - Colômbia - Equador - Panamá - Peru - Venezuela | - Comitês olímpicos convidados - El Salvador - Guatemala - Paraguai - República Dominicana |

## Cerimônia de encerramento
A cerimônia de encerramento foi realizada em 25 de novembro de 2017 no Parque Esportivo Bolivariano. Ela contou com a presença do Presidente da República da Colômbia, Juan Manuel Santos, que fez o discurso de despedida. O evento contou com uma apresentação do cantor Jorge Celedón.

## Quadro de medalhas
| Pos.  | Nação                    | Ouro | Prata | Bronze | Total |
| 1     | COL Colômbia             | 213  | 136   | 111    | 460   |
| 2     | VEN Venezuela            | 94   | 95    | 103    | 292   |
| 3     | CHI Chile                | 43   | 40    | 71     | 154   |
| 4     | ECU Ecuador              | 32   | 73    | 88     | 193   |
| 5     | PER Peru                 | 32   | 53    | 69     | 154   |
| 6     | GUA Guatemala            | 20   | 22    | 30     | 72    |
| 7     | DOM República Dominicana | 18   | 16    | 34     | 68    |
| 8     | PAR Paraguai             | 7    | 10    | 13     | 30    |
| 9     | BOL Bolívia              | 5    | 10    | 17     | 32    |
| 10    | ESA El Salvador          | 3    | 6     | 6      | 15    |
| 11    | PAN Panamá               | 2    | 7     | 19     | 28    |
| Total | Total                    | 469  | 468   | 561    | 1 498 |

## Recordes e relevância histórica
- Com um total de 213 medalhas de ouro, a Colômbia quebrou o recorde de medalhas de ouro conquistadas por um país em uma edição, que era da Venezuela, com 200 medalhas de ouro conquistadas nos Jogos Bolivarianos de 2009 em Sucre.[9]

- A Colômbia quebrou o recorde de maior margem de medalhas de ouro para o segundo colocado, com uma distância final de 119 medalhas de ouro sobre a Venezuela, que anteriormente detinha esse recorde com 101 medalhas de ouro em Barquisimeto 1981.[10]

- A Colômbia quebrou o recorde ao ganhar uma margem total de 168 medalhas em relação ao segundo colocado (Venezuela).[11]

- A Colômbia quebrou seu recorde de maior número de medalhas de ouro conquistadas em uma única edição ao ganhar 213 medalhas de ouro, superando as 173 medalhas conquistadas na Armênia e em Pereira 2005.[12]

- O atleta colombiano Jorge Rocha ganhou a medalha de ouro no wakeboard (esqui aquático), tornando-se a primeira pessoa nascida na cidade-sede (Santa Marta) a ganhar uma medalha de ouro nessa edição. É interessante notar que ele ganhou o ouro em seu aniversário de 21 anos, em 14 de novembro.[13]

- O ginasta colombiano Jossimar Calvo foi o atleta que conquistou o maior número de medalhas de ouro, com um total de 5, e uma medalha de prata.[14]

- É a primeira vez desde 1989 que o país anfitrião vence os Jogos.[15]

- É a primeira vez, desde 1985, que a Venezuela não consegue ganhar mais de 100 medalhas de ouro.[16]